# 栗田博之
栗田 博之（くりた ひろゆき、1954年10月- ）は、日本の文化人類学者。専門はニューギニアの民族誌的研究。
東京外国語大学名誉教授。

## 略歴
- 1978年3月　東京大学教養学部卒業
- 1980年3月  東京大学大学院社会学研究科修士課程修了
- 1985年3月  東京大学大学院社会学研究科博士課程単位取得退学
- 1985年4月　日本学術振興会奨励研究員（東京大学東洋文化研究所所属）
- 1986年4月　財団法人民族学振興会研究員
- 1988年4月　東北学院大学教養部講師
- 1989年4月　東北学院大学教養部助教授
- 1994年4月　東京外国語大学外国語学部助教授
- 1999年4月　東京外国語大学外国語学部教授
- 2009年4月　東京外国語大学総合国際学研究院 言語文化部門 文化研究系 教授（大学院重点化に伴う配置換え）
- 2020年3月　東京外国語大学を定年退職

## 研究業績
- 「親と子の絆」、『叢書・身体と文化 第1巻：技術としての身体』、野村雅一・市川雅編、大修館書店、pp. 354-374、1999年6月
- 「ニューギニア『食人族』の過去と現在」、『オセアニア・オリエンタリズム』、春日直樹編、世界思想社 、pp.130-150、1999年2月
- 「戦争状態の平等社会---ニュ-ギニア高地の秩序」、『洗練と粗野：社会を律する価値』、清水昭俊編、東京大学出版会、pp.132-149、1995年3月
- 「赤ちゃんはどこから来るの？：人類学史上の「処女懐胎論争」について」、『性の民族誌』、須藤健一・杉島敬志編、人文書院、pp. 233-251、1993年6月